# Olaf Höhnen

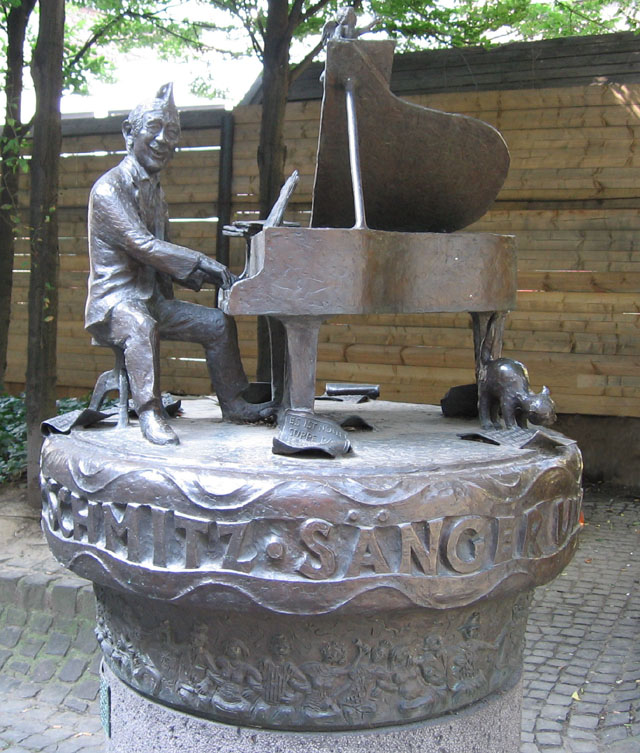
Höhnens Jupp-Schmitz-Denkmal in Köln

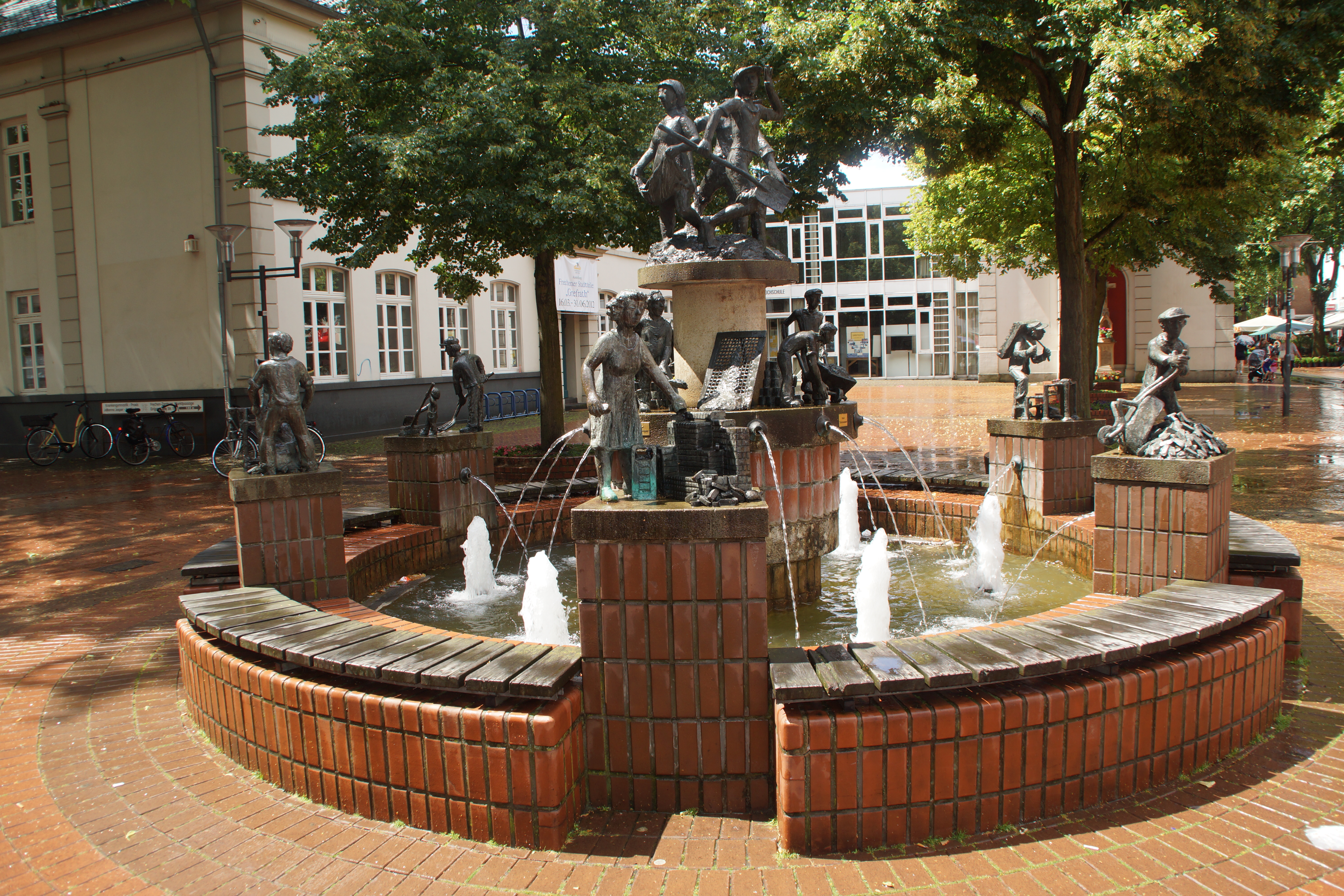
Klüttenbrunnen in Frechen

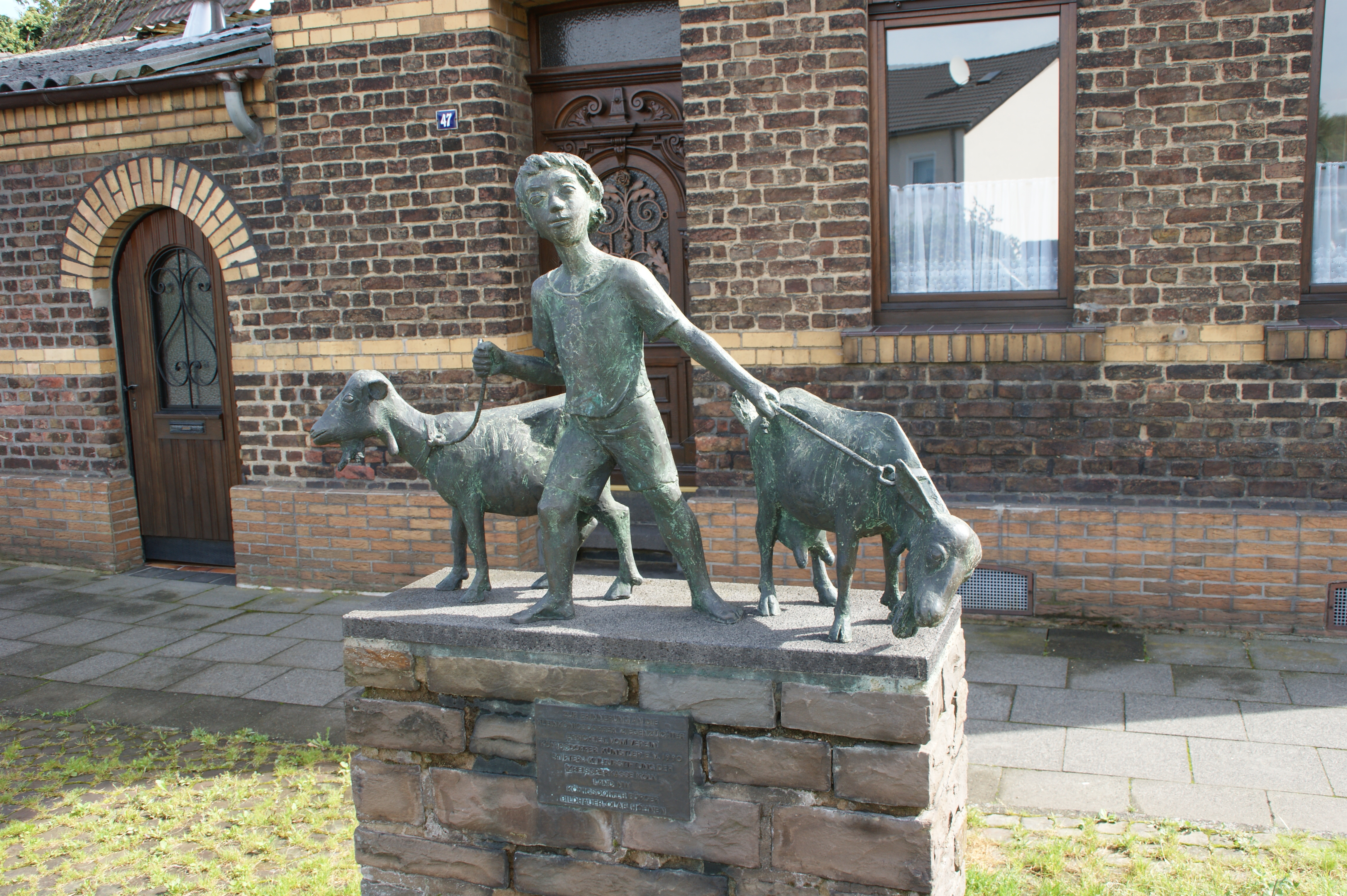
Ziegendenkmal in Königsdorf

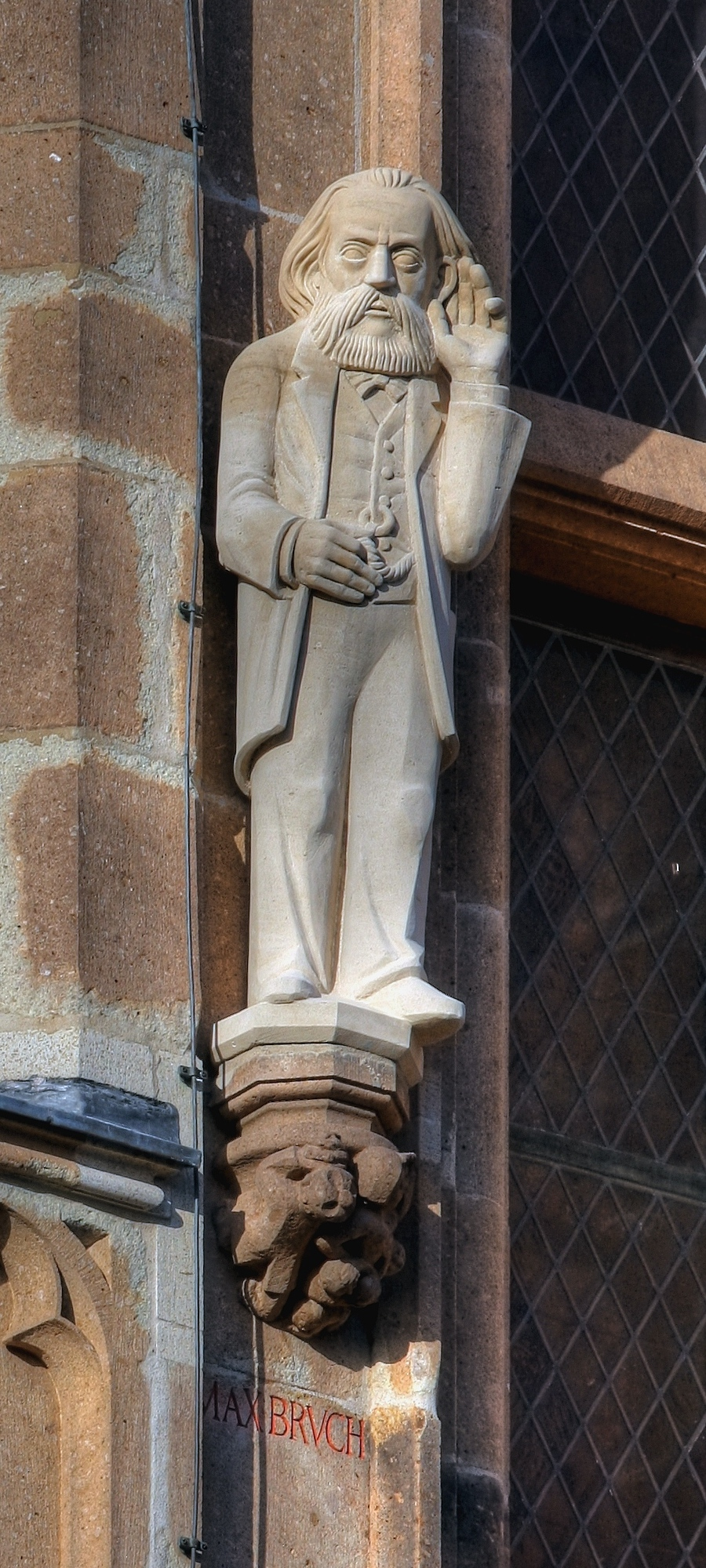
Max Bruch, Figur am Ratsturm in Köln

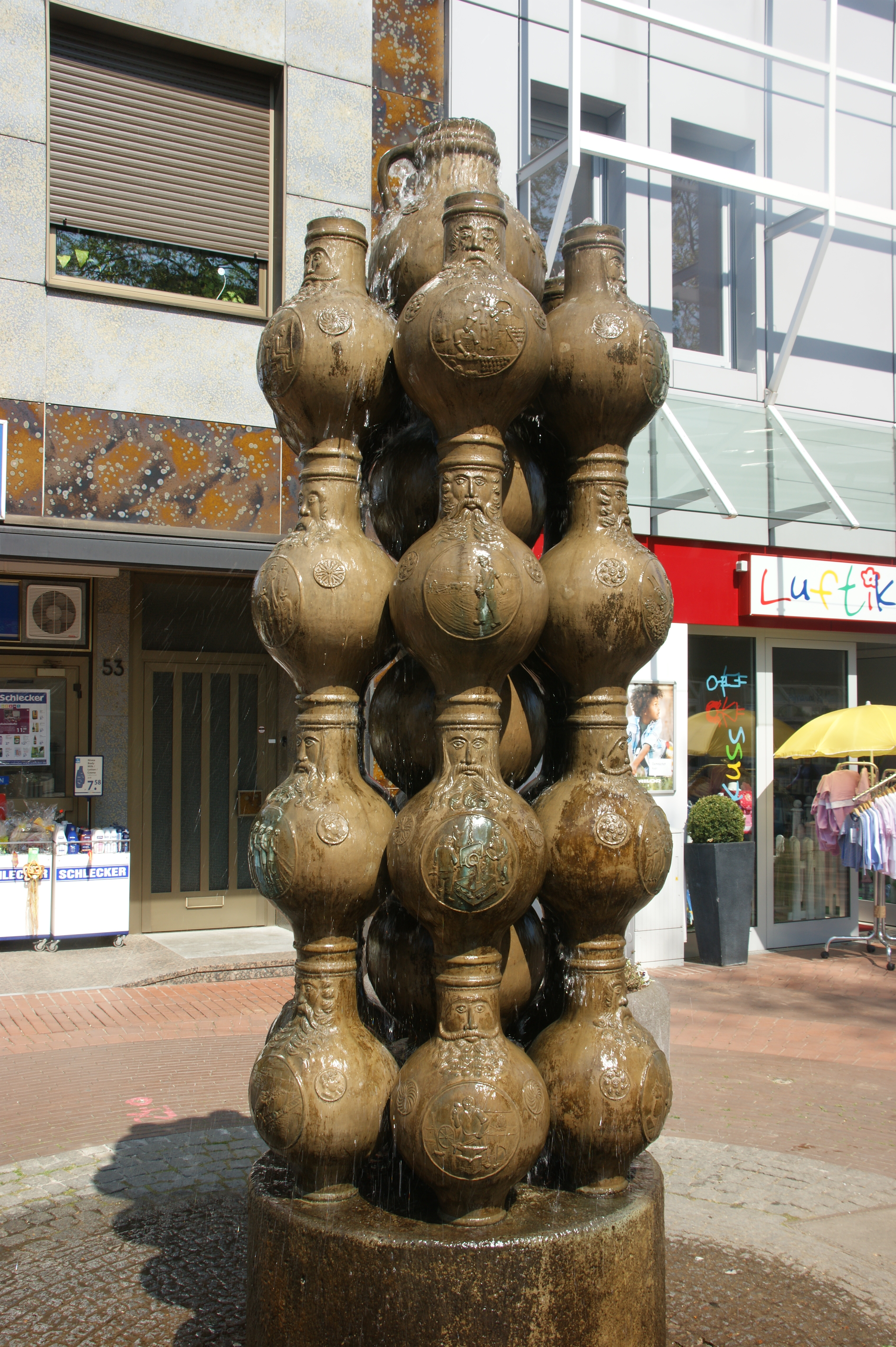
Bartmannsbrunnen in Frechen

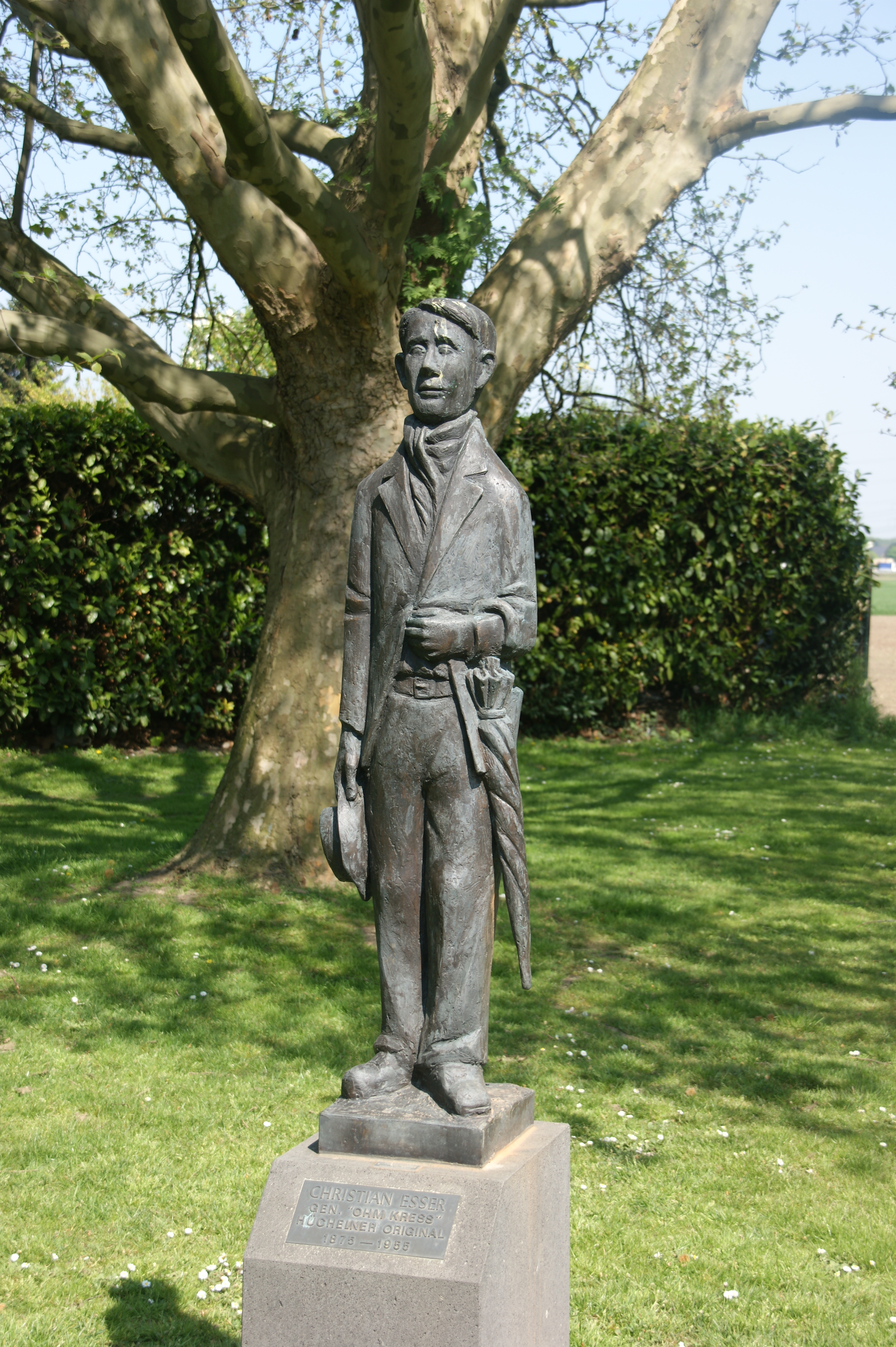
Ohm-Kress-Denkmal Hücheln

Olaf Höhnen (* 5. April 1933 in Mendig; † 5. März 2009 in Frechen) war ein deutscher Bildhauer, Grafiker und Maler.

## Lebenslauf
Nach seiner Steinbildhauerlehre 1948 bis 1951 bei Erich Moog in Kottenheim studierte er bis 1957 an der Kölner Werkschule und schloss diese als Meisterschüler ab. 1979 wählte er seinen Wohnsitz in Frechen. 1985 erhielt er den Kulturpreis des Rhein-Erft-Kreises.

## Wirken
Neben freier künstlerischer Arbeit, schuf Höhnen zahlreiche plastische Werke für Kirchen und den öffentlichen Raum.
Für den öffentlichen Raum schuf er Bronze- und Steinskulpturen bekannter Persönlichkeiten der jeweiligen Ortsgeschichte. Von den 124 Steinfiguren bedeutender Kölner Persönlichkeiten am Kölner Rathaus Kölner Ratsturm stammen von Höhnen die Figuren Johann Maria Farina, Heinrich Böll, Max Bruch und Kaiser Otto IV. Die lebensgroße Skulptur von Böll war ein Geschenk von Bundespräsident Richard von Weizsäcker an die Stadt. Weitere Skulpturen in Köln sind Darstellung eines bekannten Karnevalisten im Jupp-Schmitz-Denkmal, sowie im Foyer des WDR das Maus und Elefant – Mausdenkmal. In Frechen sind zahlreiche Skulpturen und Skulpturengruppen mit Bezug auf das lokale Töpferhandwerk und den Braunkohlenabbau aber auch Darstellungen der täglichen Haus- und Berufsarbeit sowie Kinderdarstellungen zu sehen. In Hilden beugt sich ein Lohgerber in Lebensgröße mit seinem Schabemesser über ein aufgespanntes Fell. Die Skulptur erinnert an die Gerbereien in Hilden.
Im sakralen Raum stattete er Kirchen mit Altar, Ambo, Tabernakel, Taufstein, Kreuz, Kerzenständer und Kreuzwegdarstellungen aus, u. a. sind die Kirchen St. Michael Großbüllesheim und Mariä Himmelfahrt Weidesheim bei Euskirchen sowie St. Johannes in Wipperfürth-Kreuzberg zu nennen. Skulpturen von Orts- und Patronatsheiligen stehen in St. Audomar, Frechen; St. Martin, Euskirchen-Stotzheim; das Christinadenkmal in Pulheim-Stommeln. Ein Unikum ist seine Darstellung des Dompropstes Bernard Henrichs  als Kopf mit Narrenkappe im Nebenregister „Loss jonn“ der Schwalbennestorgel im Kölner Dom.
Im profanen Bereich schuf Höhnen Bronzeplaketten, wie unter anderen die Heinrich-Böll-Plakette zu jährlichen Verleihung des Böllpreises durch die Stadt Köln und die Plakette Ehrengabe der Stadt Frechen zur Verleihung an verdienstvolle Bürger. Das Werk des Künstlers umfasst weiterhin Kleinplastiken, Grafiken und Aquarelle, sowie Collagen mit verschiedenen Materialien. Olaf Höhnen war Jurymitglied der 12. internationalen Grafik-Triennale Frechen 1999.